# キャロル数
キャロル数(Carol number)とは、{\displaystyle 4^{n}-2^{n+1}-1}の形をした整数である。{\displaystyle (2^{n}-1)^{2}-2}とも表せる。小さい方から、キャロル数は
−1, 7, 47, 223, 959, 3967, 16127, 65023, 261119, 1046527,… (オンライン整数列大辞典の数列 A093112)
と続く。キャロル数はCletus Emmanuelによって研究され、その友人のCarol G. Kirnonにちなんでキャロル数と名付けられた。

## 二進表現
n > 2 において、n 番目のキャロル数の二進表現は、n − 2 個の連続する 1 と 0 と、n + 1 個の 1 で表される。より数学的には、
{\displaystyle \sum _{i\neq n+2}^{2n}2^{i-1}}
と書ける。
したがって、例えば3番目のキャロル数である47は101111、4番目のキャロル数である223は11011111などとなる。2n 番目のメルセンヌ数と n 番目のキャロル数の差は {\displaystyle 2^{n+1}} である。この性質は、キャロル数を {\displaystyle (2^{2n}-1)-2^{n+1}} と表現するとわかりやすい。また、n 番目のKynea数と n 番目のキャロル数の差は 2n+2 である。

## キャロル素数
7を始めとして、キャロル数は3個おきに7の倍数が並ぶ。したがって、キャロル数は x > 0 において 3x + 2 番目以外で素数になりうる。キャロル数で素数であるもの（キャロル素数）には、7, 47, 223, 3967, 16127 （A091516）がある。
7番目のキャロル数は5番目のキャロル素数で、16127である。また、逆から数字を読んだ72161も素数であり、16127は最小のキャロルエマープである。
12番目のキャロル数は7番目のキャロル素数で、16769023である。これもまたエマープである。
2018年2月現在知られている最大のキャロル素数は n = 695631番目のキャロル数であり、418812桁であるこの素数は2016年7月にCKSieve と PrimeFormGWのプログラムを使い、Mark Rodenkirchが発見した。44番目のキャロル素数である。

## 一般化
b進キャロル数を、(bn − 1)2 − 2 (n > 0)と定義できる。b進キャロル数は b が偶数のときのみ素数になりうる。もしb が奇数であれば、b 進キャロル数は偶数となり、素数ではない。bn進キャロル数は、b 進キャロル数の一部である。
n ≥ 1 において {(2b)n−1}2 − 2 が素数となるのは、それぞれの b において
2, 1, 1, 1, 1, 3, 1, 1, 2, 1, 1, 2, 159, 1, 1, 2, 1, 1, 1, 4, 3, 1, 12, 1, 1, 2, 9, 1, 88, 2, 1, 1, 12, 4, 1, 1, 183, 1, 1, 320, 24, 4, 3, 2, 1, 3, 1, 5, 2, 4, 2, 1, 2, 1, 705, 2, 3, 29, 1, 1, 1, 4836, 20, 1, 135, 1, 4, 1, 6, 1, 15, 3912, 1, 2, 8, 3, 24, 1, 14, 4, 1, 2, 321, 11, 1, 174, 1, 6, 1, 42, 310, 1, 2, 27, 2, 1, 29, 3, 103, 20, ...
番目である。
| b  | b進キャロル数が素数となる n (n が30000までは網羅) | OEIS    |
| 2  | 2, 3, 4, 6, 7, 10, 12, 15, 18, 19, 21, 25, 27, 55, 129, 132, 159, 171, 175, 315, 324, 358, 393, 435, 786, 1459, 1707, 2923, 6462, 14289, 39012, 51637, 100224, 108127, 110953, 175749, 185580, 226749, 248949, 253987, 520363, 653490, 688042, 695631, ... | A091515 |
| 4  | 1, 2, 3, 5, 6, 9, 66, 162, 179, 393, 3231, 19506, 50112, 92790, 326745, 344021, ... |         |
| 6  | 1, 2, 6, 7, 20, 47, 255, 274, 279, 308, 1162, 2128, 3791, 9028, 9629, 10029, 13202, 38660, 46631, 48257, 117991, ... | A100901 |
| 8  | 1, 2, 4, 5, 6, 7, 9, 43, 44, 53, 57, 105, 108, 131, 145, 262, 569, 2154, 4763, 13004, 33408, 58583, 61860, 75583, 82983, 217830, 231877, ... |         |
| 10 | 1, 8, 21, 123, 4299, 6128, 11760, 18884, 40293, ... | A100903 |
| 12 | 3, 29, 51, 7824, 15456, 22614, 28312, 47014, 68835, ... |         |
| 14 | 1, 6, 13, 45, 74, 240, 553, 12348, 13659, 50603, ... | A100905 |
| 16 | 1, 3, 33, 81, 9753, 25056, 46395, ... |         |
| 18 | 2, 8, 30, 98, 110, 185, 912, 2514, 4074, 10208, 15123, 19395, ... |         |
| 20 | 1, 2, 53, 183, 1281, 1300, 8041, 29936, 72820, ... |         |
| 22 | 1, 8, 35, 88, 503, 8643, 8743, 14475, ... | A100907 |
| 24 | 2, 27, 92, 4950, 20047, ... |         |
| 26 | 159, 879, 4744, 5602, 74387, ... |         |
| 28 | 1, 22, 127, 165, 2520, 6492, 6577, 22960, 25528, ... |         |
| 30 | 1, 6, 19, 30, 166, 495, 769, 826, 1648, 3993, ... |         |
| 32 | 2, 3, 5, 11, 35, 63, 87, 37116, 130698, ... |         |
| 34 | 1, 4, 258, ... |         |
| 36 | 1, 3, 10, 137, 154, 581, 1064, 4514, 6601, 19330, ... |         |
| 38 | 1, 2, 13, 560, 28933, ... |         |
| 40 | 4, 15, 39, 138, 2153, 4084, 5639, ... |         |
| 42 | 3, 6, 14, 15, 29, 78, 195, 255, 272, 713, 2526, 4852, 10573, ... |         |
| 44 | 1, 7, 30, 90, 1288, 1947, 12909, 25786, ... |         |
| 46 | 12, 269, 1304, 5172, ... |         |
| 48 | 1, 2, 4, 6, 12, 13, 3882, 6123, 15067, 15085, ... |         |
| 50 | 1, 3, 4, 9, 31, 66, 115, 430, 1233, 2546, 2674, 6360, 53351, 69033, 69157, ... |         |

2018年2月現在一般化したb進キャロル素数で知られている最大のものは (2695631 − 1)2 − 2 である。